# Fuirena stephani
Fuirena stephani är en halvgräsart som beskrevs av Ramos och Diego. Fuirena stephani ingår i släktet Fuirena och familjen halvgräs. Inga underarter finns listade i Catalogue of Life.